# Stelis
Ne doit pas être confondu avec Stelis (insecte), genre d'insectes hyménoptères.
Genre
Classification phylogénétique
Stelis est un genre de plantes à fleurs la famille des Orchidaceae, de la sous-famille des Epidendroideae, comptant plus de 500 espèces d'orchidées épiphytes d'Amérique tropicale

## Synonymes
- Humboltia Ruiz & Pav. (1794)[3]
- Physosiphon Lindl. (1835)[4]
- Dialissa Lindl. (1845)[5]
- Crocodeilanthe Rchb.f. & Warsz. (1854)[6]
- Pseudostelis Schltr. (1922)[7]
- Physothallis Garay (1953)[8]
- Steliopsis Brieger (1976)[9]
- Apatostelis Garay (1979)[10]
- Salpistele Dressler (1979)[11]
- Condylago Luer (1982)[12]
- Mystacorchis Szlach. & Marg. (2001)[13]
- Dracontia (Luer) Luer (2004)[14]
- Elongatia (Luer) Luer (2004)[14]
- Unciferia (Luer) Luer (2004)[15]
- Loddigesia Luer (2006)[16]
- Lomax Luer (2006)[17]
- Effusiella Luer (2007)[18]
- Niphantha Luer (2010)[19]
- Lalexia Luer (2011)[20]

## Liste d'espèces

### Guyane française
- Stelis guianensis  Rolfe - B
- Stelis ophioglossoides O.P. Swartz - B
- Stelis santiagoensis Mansfeld - B

## Guadeloupe
- Stelis dussii: (Endémique)

## Publication originale
- Swartz O.P., 1800. Journal für die Botanik 1799(2): 239, pl. 2, f. 3.